# 山口玲香
山口 玲香（やまぐち れいか、1981年6月8日 - ）は、日本の女性ローカルタレント、ラジオパーソナリティー、フリーアナウンサー。
芸能事務所等には所属しておらず、フリーランスとして活動している。

## 経歴
長崎県生まれ、福岡県育ち。西新小学校、百道中学校、西南学院高等学校卒業。

## 人物
- 身長158cm。血液型はO型[4]。
- 愛称は基本的に「玲香ちゃん」がほとんど。山口同様RKBラジオのパーソナリティーである江藤晴美とは同じ誕生日である。
- 主にRKB毎日放送・TVQ九州放送などへのレギュラー出演のほか、福岡県内でのレポーター、イベントの司会などを中心に活動している。他には、音楽バンド「Laker Brothers Band」のヴォーカリストを務めたり[5]、芸術家として「Rachel Good Smell」名義で個展を開いたりしている[6]。
- 中山美穂の大ファンである[7]。

## エピソード
- 特技は書道と料理であり、書道については師範の資格を有している[8]。
- 趣味はグルメ、ダイビング、ゴルフ、カラオケ[1]。その他好きなものとして、飛行機が飛び立つ瞬間と福岡空港の誘導灯を挙げている。
- 中山美穂のファンである。ファンとしての振る舞いとタレントとしての活動経歴が認められ、ファンクラブイベントでMCを務める。ほかに好きなアーティストはDREAMS COME TRUEなど[要出典]。
- 犬を飼っている。犬種はトイプードルで名前は「パシャ君」である[9]。愛犬「パシャ君」の写真が掲載されているブログ記事
- 2016年5月3日放送の「よしもとRadio バリカタ!!」内で、一般男性と結婚したことを報告[10]。同年9月24日に西鉄グランドホテルで結婚披露宴を挙げた[11]。
- ２０２０年５月、結婚して夫と二人暮らしの時、中学１年生の甥っ子が家に居候することになった[12]。２０２１年５月、１年間の居候を終え、甥っ子は実家に戻った[13]。

## 現在の出演

### テレビ
- みみよりサタデイ (TVQ九州放送)
- はぴねすくらぶテレビショッピング

### ラジオ
- Toi toi toi (RKB毎日放送、水曜担当 2021年10月〜)
- 山口玲香のDOOG MORNING (RKB毎日放送、(日)6:05 - 6:20）

## 過去の出演

### テレビ
- 今日感テレビ（RKB毎日放送）
- チラチラパンチ（TVQ九州放送）

### ラジオ
すべてRKBラジオ
- RKBランキンカフェ（2006年4月〜2007年12月）
- SAHARA 福岡レゲエ魂 GREETINGS（2007年8月〜9月）
- 島田誠の純情アンモナイト（2008年10月〜2009年3月）
- よしもとRadio バリカタ!!（2012年10月〜2017年9月）
- オトナビゲーション（月曜・水曜担当 2017年10月〜）

### イベント
- 中山美穂ファンクラブイベントMC(2022年)

### 舞台
- 大正くるま浪漫(安子役)